# Фридрих I фон Шлайден
Фридрих I фон Шлайден (на немски: Friedrich I von Schleiden; * пр. 1230; † ок. 1269) е господар на господството Шлайден в Айфел в днешен Северен Рейн-Вестфалия.

## Произход
Той е син на Конрад I фон Бланкенхайм-Шлайден (* пр. 1187; † сл. 1223), господар на Шлайден, и брат на Арнолд фон Шлайден († сл. 1259). Внук е на господар Герхард II фон Бланкенхайм († сл. 1174) и първи братовчед на Герхард IV фон Бланкенхайм († сл. 1248).

## Фамилия
Първи брак: с Мехтилд
Втори брак: с Алайдис († сл. 1270). Те имат децата:
- Конрад II фон Шлайден († сл. 1297), женен за Елизабет фон Юнкерат († сл. 1282)
- Вилхелм († сл. 1307)
- Мехтхилд († сл. 1302), омъжена за Сойер III фон Буршайдт († сл. 28 август 1314)
- София († сл. 1262), омъжена за Вилхелм фон Хелпенщайн († 1 юни 1300), или за Герхард I фон Дик († сл. 1304)
- Валрам
- Фридрих